# Tetrosomus gibbosus
Il pesce piramide (Tetrosomus gibbosus (Linnaeus, 1758)) è un pesce osseo marino appartenente alla famiglia Ostraciidae.

## Descrizione
Come tutti i pesci scatola, il pesce piramide ha un aspetto caratteristico a causa del corpo ricoperto da un carapace osseo composto da piastre esagonali saldate che si apre solo in corrispondenza delle pinne, degli occhi, della bocca e dell'apertura delle branchie. In questa specie il corpo, in sezione longitudinale, ha sagoma triangolare larga sul ventre che si riduce a una cresta nella parte dorsale, con una prominenza a metà del dorso. Occhi grandi e sporgenti. Il muso è piuttosto lungo ed ha profilo concavo. La pinna dorsale è inserita anteriormente rispetto alla pinna anale. Pinne ventrali assenti. Ci sono varie spine rivolte indietro sul corpo, specie lungo il profilo ventrale laterale del carapace.
Di solito misura da 12 a 20 cm, la taglia massima nota è di 28 cm.

## Distribuzione e habitat
L'areale della specie comprende l'oceano Indiano e la parte occidentale dell'oceano Pacifico nelle fasce tropicali e si estende fino al mar Rosso. Attraverso la migrazione lessepsiana è penetrato nel mar Mediterraneo orientale stabilendosi, con popolazioni piuttosto scarse, lungo le coste di Israele. Vive su fondi molli piuttosto profondi (fino a 50 metri nel Mediterraneo), sia nudi che coperti di vegetazione acquatica.

## Biologia

### Alimentazione
Basata su invertebrati bentonici.

### Riproduzione
Uova e giovanili sono pelagici.

## Pesca
Questa specie ha carni tossiche e viene scartata. Viene catturata occasionalmente con le reti a strascico.

## Conservazione
Il pesce Piramide viene pescato unicamente come pesce d'acquario e non è soggetto a una forte pressione. La degradazione dell'habitat e le catture accidentali sono altri due impatti che possono colpire la specie ma le popolazioni, disperse su un areale vastissimo, sembrano stabili. La IUCN classifica questa specie come a rischio minimo.

## Acquariofilia
Viene allevata negli acquari marini.